# 堅田剛
堅田剛（かただ たけし、1950年1月27日-2015年2月27日）は、法制史学者、獨協大学教授。

## 経歴
出生から修学期
1950年、栃木県宇都宮市で生まれた。上智大学法学部で学び、1975年に卒業。明治大学大学院法学研究科に進み、1980年に博士課程を満期退学。
法制史研究者として
卒業後は獨協大学法学部講師に就いた。後に助教授、教授昇格。同時に、明治学院、中央大学、埼玉大学でも非常勤講師も務めた。
ベルリンの壁崩壊の後の1990年から1991年まで、旧西ドイツ（1990年10月からはドイツ連邦共和国）のハイデルベルク大学哲学部に研究留学。1992年、学位論文『歴史法学研究：歴史と法と言語のトリアーデ』を明治大学に提出して法学博士号を取得。2000年4月から2004年3月まで獨協大学法学部学部長、2000年4月から2004年3月と2011年4月から2012年3月に獨協大学大学院法学研究科委員長を兼任で務めた。2013年4月から2014年3月まで、明治学院大学法学部非常勤講師として法思想史を講じた。2015年2月27日、独協医科大学病院にて病没。

## 受賞・栄典
- 1985年：『法の詩学』でヨゼフ・ロゲンドルフ賞を受賞。
- 2008年：論文『吉野作造と鈴木安蔵 五つの『絶筆』をめぐって』で、吉野作造生誕130年没後75年記念最優秀論文賞を受賞。

## 研究内容・業績
専攻は法思想史・法哲学。

## 著述
著書
- 『法の詩学：グリムの世界』新曜社 1985
- 『歴史法学研究：歴史と法と言語のトリアーデ』日本評論社 1992
- 『独逸学協会と明治法制』木鐸社 1999
- 『法のことば/詩のことば：ヤーコプ・グリムの思想史』御茶の水書房 2007
- 『明治文化研究会と明治憲法：宮武外骨・尾佐竹猛・吉野作造』御茶の水書房 2008
- 『ヤーコプ・グリムとその時代：「三月前期」の法思想』御茶の水書房 2009
- 『独逸法学の受容過程：加藤弘之・穂積陳重・牧野英一』御茶の水書房 2010
- 『明治憲法の起草過程：グナイストからロェスラーへ』御茶の水書房 2014
- 『法の哲学：ヘーゲルとその時代』御茶の水書房 2017

論文
- 『独逸学協会とドイツ法学：加藤弘之および穂積陳重との関連で』 1995
- 『加藤弘之の国法学：ブルンチュリ『国法汎論』との関連で』 1996
- 『ロェスラーと独逸学協会：明治憲法との関連で』 1997

編著
- 『加害/被害』編、国際書院(法文化叢書-歴史・比較・情報-) 2013

訳書
- 『歴史とメタファー：社会変化の諸相』ロバート・A.ニスベット著、紀伊国屋書店 1987
- 『「独逸協会学校」教師としてのゲオルク・ミヒャエリス：『国家と国民のために』より』 2004-2005
- 『詩人法律家』オイゲン・ヴォールハウプター（英語版）著、編訳、御茶の水書房 2012
- 『ゲーテとサヴィニー：続詩人法律家』オイゲン・ヴォールハウプター著、編訳、御茶の水書房 2013